# Cem (príncipe)
Cem Sultán (en turco otomano: جم, en turco: Cem Sultán, también conocido como Jem Sultán, o Zizim por los franceses; Edirne, 22 de diciembre de 1459-Nápoles, 25 de febrero de 1495), fue un pretendiente al trono otomano en el siglo XV.
Cem era el tercer hijo del sultán Mehmed II y medio hermano menor del sultán Bayezid II, y por lo tanto, medio tío del sultán Selim I del Imperio otomano.
Después de ser derrotado por Bayezid, Cem se exilió en Egipto y Europa, bajo la protección de los mamelucos, los caballeros hospitalarios en la isla de Rodas, y finalmente con el papa.

## Primeros años
Cem nació el 22 de diciembre de 1459 en Edirne. Su madre era Çiçek Hatun. De acuerdo con la costumbre de un príncipe otomano (şehzade, şehzāde) Cem fue nombrado gobernador provincial de Kastamonu en 1469. En diciembre de 1474, Cem reemplazó a su difunto hermano Mustafa como gobernador de Karaman en Konya.

## Disputa sucesoria
A la muerte de Mehmed el Conquistador, el 3 de mayo de 1481, Bayezid era el gobernador de Sivas, Tokat y Amasya, y Cem gobernaba las provincias de Karaman y Konya. Sin heredero designado después de Mehmed, estalló el conflicto sobre la sucesión al trono entre Cem y Bayezid.
Contrariamente a la ley islámica, que prohíbe cualquier retraso innecesario en el entierro, el cuerpo de Mehmed II fue transportado a Constantinopla, donde permaneció tres días. Su gran visir Karamanlı Mehmet Pasha, creyendo estar cumpliendo los deseos del sultán recientemente fallecido, intentó arreglar una situación en la que el hijo menor Cem, cuya sede de gobierno en Konya estaba más cerca que la sede de su hermano Bayezid en Amasya, llegaría a Constantinopla antes que su hermano mayor y podría reclamar el trono.
Sin embargo, Bayezid ya había establecido una red política de pashas influyentes (dos de los cuales eran sus yernos), los jenízaros y los que se oponían a las políticas de Mehmed II y el gran visir. A pesar de los intentos en secreto de Karamanlı Mehmet Pasha, la muerte del sultán y el plan del gran visir fueron descubiertos por el cuerpo de jenízaros, que apoyó a Bayezid sobre Cem y se había mantenido fuera de la capital después de la muerte del sultán. Como resultado, el cuerpo de jenízaros se rebeló, entrando en la capital, y linchó al gran visir.
Después de la muerte de Karamanlı Mehmet Pasha, hubo disturbios generalizados entre los jenízaros en Constantinopla, ya que no había ni un sultán ni un gran visir para controlar los acontecimientos. Entendiendo el peligro de la situación, el ex gran visir Ishak Pasha tomó la iniciativa de suplicar a Bayezid que llegara con toda la prisa debida. Mientras tanto, Ishak Pasha tomó la medida de precaución de proclamar al hijo de 11 años de Bayezid, Sehzade (príncipe) Korkut, como regente hasta la llegada de su padre.
El príncipe Bayezid llegó a Constantinopla el 21 de mayo de 1481 y fue declarado sultán Bayezid II. Sólo seis días después, Cem capturó la ciudad de Inegöl con un ejército de 4.000 hombres. El sultán Bayezid envió a su ejército bajo el mando del visir Ayas Pasha para matar a su hermano. El 28 de mayo, Cem había derrotado al ejército de Bayezid y se declaró sultán de Anatolia, estableciendo su capital en Bursa. Propuso dividir el imperio entre él y su hermano, dejando a Bayezid el lado europeo. Bayezid rechazó furiosamente la propuesta, declaró que "entre los gobernantes no hay parentesco", y marchó hacia Bursa. La batalla decisiva entre los dos contendientes al trono otomano tuvo lugar el 19 de junio de 1481, cerca de la ciudad de Yenişehir. Cem perdió y huyó con su familia a El Cairo mameluco.

## En El Cairo
El sultán Mameluco Qāʾit Bāy (r. 1468-1496) recibió a Cem con honor en El Cairo, y Cem aprovechó la oportunidad para ir en peregrinación a La Meca. Convirtiéndolo en el único príncipe otomano que ha hecho la peregrinación.
En El Cairo, Cem recibió una carta de su hermano, ofreciéndole a Cem un millón de akçes (la moneda otomana) para dejar de competir por el trono. Cem rechazó la oferta, y al año siguiente lanzó una campaña en Anatolia con el apoyo de Kasım Bey (Qāsım Beğ), heredero de la casa gobernante de Karaman, y el sanjek bey de Ankara. El 27 de mayo de 1482, Cem sitió Konya, pero pronto fue derrotado y obligado a retirarse a Ankara. Tenía la intención de dejarlo todo y regresar a El Cairo, pero todos los caminos a Egipto estaban bajo el control de Bayezid. Cem luego trató de renegociar con su hermano. Bayezid le ofreció un estipendio para vivir tranquilamente en Jerusalén, pero se negó a dividir el imperio, lo que llevó a Cem a huir a Rodas el 29 de julio de 1482.

## Encarcelamiento

### Caballeros Hospitalarios
Al llegar a Rodas, Cem pidió la protección del capitán francés del castillo de Bodrum. Pierre d'Aubusson, gran maestre de los Caballeros de San Juan, la orden católica latina en la isla. El 29 de julio, Cem llegó a Rodas y fue recibido con honor. A cambio del derrocamiento del nuevo sultán Bayezid, el príncipe Cem ofreció la paz perpetua entre el Imperio Otomano y la cristiandad si recuperaba el trono otomano. Sin embargo, Pierre d'Aubusson se dio cuenta de que el conflicto con Bayezid sería imprudente, por lo que se acercó en secreto a Bayezid, concluyó un tratado de paz y luego llegó a un acuerdo separado sobre el cautiverio de Cem en marzo de 1483. D'Aubusson prometió a Bayezid detener a Cem a cambio de un pago anual de 40.000 ducados por su mantenimiento.
Por lo tanto, los Caballeros tomaron el dinero y traicionaron a Cem, quien a partir de entonces se convirtió en un prisionero bien tratado en Rodas. Después, Cem fue enviado al castillo de Pierre d'Aubusson en Francia.

### Francia
Cem llegó a Niza, en ese momento parte del Ducado de Saboya, el 17 de octubre de 1482, de camino a Hungría, pero los Caballeros estaban jugando por el tiempo. Después de que se finalizó el acuerdo sobre su confinamiento, se convirtió en un rehén, así como en un peón potencial. Aquellos que esperaban usar su nombre y persona para fomentar la agitación en el reino otomano incluían al sultán Mameluco Qāʾit Bāy, Matias Corvino, rey de Hungría, y el Papa Inocencio VIII. Otros, como los Caballeros de San Juan, los venecianos, el rey de Nápoles y los papas Inocencio VIII y Alejandro VI, vieron su presencia en Europa como un elemento disuasorio para la agresión otomana contra la cristiandad y una oportunidad para obtener ganancias. Por su parte, Bayezid II envió embajadores y espías a Occidente para asegurar que su rival fuera detenido indefinidamente, e incluso intentó eliminarlo mediante el asesinato.
Cem pasó un año en el Ducado de Saboya. Después de la muerte del rey Luis XI de Francia (30 de agosto de 1483), que se había negado a aceptar a un musulmán en sus tierras, los Caballeros de San Juan lo transfirieron a Limousin (lugar de nacimiento de D'Aubusson). Cem pasó los siguientes cinco años allí, principalmente en Bourganeuf. Fue bien tratado, pero esencialmente un cautivo (se construyó una torre fortificada para albergarlo). Bayezid II negoció tanto con D'Aubusson, para que Cem regresara a Rodas, como con representantes del nuevo monarca francés, Carlos VIII, para mantenerlo en Francia. Cuando el rey de Hungría y el Papa Inocencio VIII buscaron la custodia del príncipe, el Papa prevaleció, y Cem llegó a Roma el 13 de marzo de 1489.

### Roma
Inocencio VIII rechazó las propuestas de los mamelucos y se preparó para lanzar una cruzada contra los otomanos, pero se pospuso cuando Matías Corvino de Hungría murió el 6 de abril de 1490. Estos acontecimientos preocuparon a Bayezid, quien contactó a D'Aubusson y también envió a Mustafa Bey (más tarde un gran visir) a Roma, para concluir un acuerdo secreto, en diciembre de 1490. El sultán prometió no atacar Rodas, Roma o Venecia, así como pagar la asignación de Cem de 40.000 ducados al Papa (10.000 de los cuales estaban destinados a los Caballeros de San Juan), a cambio del encarcelamiento del príncipe. Aparentemente, Cem encontró la vida en Roma más agradable que en Francia, y había perdido la esperanza de apoderarse del trono otomano, pero quería morir en una tierra musulmana. Su deseo no se haría realidad.
El Papa Inocencio VIII intentó sin éxito usar a Cem para comenzar una nueva cruzada contra los otomanos. El Papa también intentó convertir a Cem al cristianismo, sin éxito. Sin embargo, la presencia de Cem en Roma fue útil, porque cada vez que Bayezid tenía la intención de lanzar una campaña militar contra las naciones cristianas de los Balcanes, el Papa amenazaba con liberar a su hermano.
A cambio de mantener la custodia de Cem, Bayezid pagó a Inocencio VIII 120.000 coronas (en ese momento, igual a todas las demás fuentes anuales de ingresos papales combinadas), una reliquia de la Santa Lanza (que supuestamente había perforado el costado de Cristo), cien esclavos moriscos y una cuota anual de 45.000 ducados. Gran parte de los costos asociados con la Capilla Sixtina se pagaron con fondos de los rescates otomanos.

## Muerte
En 1494, Carlos VIII invadió Italia para tomar posesión del reino de Nápoles, y anunció una cruzada contra los turcos.  Obligó al papa Alejandro VI a rendir a Cem, que salió de Roma con el ejército francés el 28 de enero de 1495. El príncipe murió en Nápoles el 24 de febrero. Algunos relatos atribuyen su muerte al veneno, pero probablemente sucumbió a la neumonía.
El sultán Bayezid declaró el luto nacional durante tres días. También solicitó tener el cuerpo de Cem para un funeral islámico, pero no fue hasta cuatro años después de la muerte de Cem que su cuerpo finalmente fue llevado a las tierras otomanas debido a los intentos de recibir más oro por el cadáver de Cem. Fue enterrado en Bursa.

## Familia
- Consorte: Gülşirin Hatun[7]
- Hijos: Cem tuvo dos hijos:
  - Şehzade Oğuzhan (ejecutado por Bayezid II, Estambul, 1482);[8]
  - Şehzade Murad (ejecutado por Solimán el Magnífico, Rodas, diciembre de 1522), se casó y tuvo dos hijas;[9]
- Hijas: Cem tuvo dos hijas:
  - Gevhermülük Sultan,[10] se casó en primeras nupcias en 1496 con Damat Sultan An-Nasir Muhammad, hijo de Qaitbay, casado en segundas nupcias en 1503 con Damat Sinan Pasha, Beylerbey de Anatolia;[9]
  - Ayşe Sultan,[11] casada en 1503 con Damat Mehmed Bey, hijo de Sinan Pasha, Sanjak-bey de Ioannina[10]